# Letní olympijské hry 1944
Pořadatelství 13. letních olympijských her (oficiálně Hry XIII. olympiády) bylo v roce 1939 svěřeno britskému Londýnu. 
V důsledku vypuknutí druhé světové války však nedošlo ani k zahájení přípravných prací. Z rozhodnutí Mezinárodního olympijského výboru se tyto hry nekonaly, ale Londýn byl vybrán pro pořádání následujících OH v roce 1948.